# Gassogeno Lurgi
Un gassogeno Lurgi o gasogeno Lurgi è un gassogeno a letto fisso operante a 30 atm, sviluppato intorno al 1936.
È composto da un involucro cilindrico alla cui estremità si trova il sistema di caricamento del carbone. Alla base del cilindro si trova un sistema di rimozione delle ceneri. L'immissione di ossigeno e acqua avvengono dal basso, in controcorrente al carbone che è introdotto dall'alto. Nel cilindro c'è un agitatore centrale a pale.
I vantaggi di questo impianto sono l'elevata conversione in gas per unità di volume. I limiti sono l'uso di carboni privi di ceneri dato il basso grado di accettabilità dei fini.